# Juegos Ecuestres Mundiales de 2010
Los VI Juegos Ecuestres Mundiales se celebraron en Lexington (Estados Unidos) entre el 25 de septiembre y el 10 de octubre de 2010, bajo la organización de la Federación Ecuestre Internacional (FEI) y la Federación Hípica Estadounidense.
Las competiciones se efectuaron en el Parque Ecuestre de Kentucky, ubicado al norte de la ciudad estadounidense; las pruebas de raid y campo a través son realizadas en un circuito por los campos y bosques colindantes a la ciudad.
El campeonato contó con la asistencia de 995 jinetes de 58 países afiliados a la FEI, que participaron en 7 deportes ecuestres: doma, concurso completo, salto de obstáculos, raid o carrera de larga distancia, volteo, enganches y doma vaquera; 16 pruebas fueron disputadas en total.

## Calendario
| ● | Ceremonia de apertura | ● | Preliminares |  | Finales | ● | Ceremonia de clausura |

| Sept./oct. de 2010  | 25 Sáb | 26 Dom | 27 Lun | 28 Mar | 29 Mié | 30 Jue | 01 Vie | 02 Sáb | 03 Dom | 04 Lun | 05 Mar | 06 Mié | 07 Jue | 08 Vie | 09 Sáb | 10 Dom | Finales por deporte |
| ------------------- | ------ | ------ | ------ | ------ | ------ | ------ | ------ | ------ | ------ | ------ | ------ | ------ | ------ | ------ | ------ | ------ | ------------------- |
| Ceremonias          | ●      |        |        |        |        |        |        |        |        |        |        |        |        |        |        | ●      | –                   |
| Doma                |        |        | ●      | 1      | 1      |        | 1      |        |        |        |        |        |        |        |        |        | 3                   |
| Concurso completo   |        |        |        |        | ●      | ●      | ●      | ●      | 2      |        |        |        |        |        |        |        | 2                   |
| Saltos de obstáculo |        |        |        |        |        |        |        |        |        | ●      | ●      | 1      |        | ●      | 1      |        | 2                   |
| Raid                |        | 2      |        |        |        |        |        |        |        |        |        |        |        |        |        |        | 2                   |
| Volteo              |        |        |        |        |        |        |        |        |        |        |        |        | ●      | ●      | 2      | 1      | 3                   |
| Enganches           |        |        |        |        |        |        |        |        |        |        |        | ●      | ●      | ●      | ●      | 2      | 2                   |
| Doma vaquera        |        | 1      |        |        |        | 1      |        |        |        |        |        |        |        |        |        |        | 2                   |
| Finales por día     | –      | 3      | –      | 1      | 1      | 1      | 1      | –      | 2      | –      | –      | 1      | –      | –      | 3      | 3      | 16                  |

## Medallistas
| Evento                                  | Oro | Plata | Bronce |
| --------------------------------------- | --- | --- | --- |
| Doma clásica individual (29.09)         | Edward Gal · (Moorlands Totilas) · Países Bajos · 85,667 pts. | Laura Bechtolsheimer (Mistral Hojris) Reino Unido 81,708 pts.                                                                                                  | Steffen Peters (Ravel) Estados Unidos 78,542 pts. |
| Doma estilo libre individual (01.10)    | Edward Gal · (Moorlands Totilas) · Países Bajos · 91,800 | Laura Bechtolsheimer (Mistral Hojris) Reino Unido 85,350 | Steffen Peters (Ravel) Estados Unidos 84,900 |
| Doma por equipos (28.09)                | Hans Peter Minderhoud · (Exquis Nadine) · Imke Schellekens-Bartels · (Hunter Douglas Sunrise) · Adelinde Cornelissen · (Jerich Parzival) · Edward Gal · (Moorlands Totilas) · Países Bajos · 229,745 | Fiona Bigwood (Wie-Atlantico de Ymas) Maria Eilberg (Two Sox) Carl Hester (Liebling II) Laura Bechtolsheimer (Mistral Hojris) Reino Unido 224,767              | Anabel Balkenhol · (Dablino) · Christoph Koschel · (Donnperignon) · Matthias Alexander Rath · (Sterntaler-Unicef) · Isabell Werth · (Warum Nicht FRH) · Alemania · 220,595           |
| Salto de obstáculos individual (09.10)  | Philippe Le Jeune · (Vigo d'Arsouilles) · Bélgica · 0 | Abdulá Al Sharbatly (Seldana di Campalto) Arabia Saudita 8 | Eric Lamaze · (Hickstead) · Canadá · 9 |
| Salto de obstáculos por equipos (06.10) | Janne Friederike Meyer · (Cellagon Lambrasco) · Carsten-Otto Nagel · (Corradina) · Meredith Michaels-Beerbaum · (Checkmate) · Marcus Ehning · (Plot Blue) · Alemania · 17,80                         | Pénélope Leprevost (Mylord Carthago) Patrice Delaveau (Katchina Mail) Olivier Guillon (Lord de Theize) Kevin Staut (Silvana de Hus) Francia 24,32              | Dirk Demeersman · (Bufero VH Panishof) · Judy-Ann Melchior · (Cha Cha Z) · Philippe Le Jeune · (Vigo D'Arsouilles) · Jos Lansink · (Cavalor Valentina Van't Heike) · Bélgica · 24,70 |
| Concurso completo individual (03.10)    | Michael Jung · (La Biosthetique-Sam FBW) · Alemania · 33,00 | William Fox-Pitt (Cool Mountain) Reino Unido 42,00 | Andrew Nicholson (Nereo) Nueva Zelanda 43,50 |
| Concurso completo por equipos (03.10)   | William Fox-Pitt (Cool Mountain) Mary King (Imperial Cavalier) Nicola Wilson (Opposition Buzz) Kristina Cook (Miners Frolic) Reino Unido 139,40                                                      | Stephanie Rhodes-Bosch · (Port Authority) · Selena O'Hanlon · (Colombo) · Hawley Bennett-Awad · (Gin & Juice) · Kyle Carter · (Madison Park) · Canadá · 151,50 | Andrew Nicholson (Nereo) Mark Todd (Grass Valley) Caroline Powell (Mac MacDonald) Clarke Johnstone (Orient Express) Nueva Zelanda 154,80                                             |
| Enganches individual (10.10)            | Boyd Exell (Capone II, Winston, Monty, Rambo 395) Australia 294,64 | Ijsbrand Chardon · (Whooper, Isovlas Tango, Zidane, Isovlas Paganini) · Países Bajos · 303,45                                                                  | Tucker Johnson (Anastasia 127, Black Shadow, Dexter 154, Spotlight) Estados Unidos 337,31                                                                                            |
| Enganches por equipos (10.10)           | Ijsbrand Chardon · Theo Timmerman · Koos de Ronde · Países Bajos · 279,77 | James Fairclough Tucker Johnson Chester Weber Estados Unidos 300,92                                                                                            | Christoph Sandmann · Georg von Stein · Ludwig Weinmayr · Alemania · 322,20 |
| Doma vaquera individual (30.09)         | Tom McCutcheon (Gunners Special Nite) Estados Unidos 228,0 | Craig Schmersal (Mister Montana Nic) Estados Unidos 223,0 | Duane Latimer · (Dun Playin Tag) · Canadá · 222,5 |
| Doma vaquera por equipos (26.09)        | Tim McQuay (Hollywoodstinseltown) Craig Schmersal (Mister Montana Nic) Tom McCutcheon (Gunners Special Nite) Shawn Flarida (RC Fancy Step) Estados Unidos 674,5                                      | Jan Boogaerts · (Gumpy Grumpy BB) · Ann Poels · (Whizdom Shines) · Cira Baeck · (Peek A Boom) · Bernard Fonck · (BA Reckless Chick) · Bélgica · 659,0          | Marco Ricotta · (Smart and Shiney) · Stefano Massignan · (Yellow Jersey) · Dario Carmignani · (Red Chic Peppy) · Nicola Brunelli · (Spat a Blue) · Italia · 655,5                    |
| Volteo individual masculino (09.10)     | Patric Looser · (Record) · Suiza · 8,498 | Kai Vorberg · (Sir Bernhard) · Alemania · 8,463 | Nicolas Andreani (Idefix de Braize) Francia 8,452 |
| Volteo individual femenino (09.10)      | Joanne Eccles (Bentley) Reino Unido 8,413 | Antje Hill · (Airbus) · Alemania · 8,322 | Simone Wiegele · (Arkansas) · Alemania · 8,281 |
| Volteo por equipos (10.10)              | Estados Unidos (Palatine) 8,029 | Alemania · (Adlon) · 8,010 | Austria · (Elliot 8) · 7,990 |
| Raid individual (26.09)                 | María Mercedes Álvarez Pontón · (Nobby) · España · 7:35:44 | Mohamed bin Rashid Al Maktum · (Ciel Oriental) · Emiratos Árabes Unidos · 7:36:39                                                                              | Hamdan Mohamed Al Maktum · (SAS Alexis) · Emiratos Árabes Unidos · 7:36:56 |
| Raid por equipos (26.09)                | Hamdan bin Mohamed Al Maktum · (SAS Alexis) · Mayid bin Mohamed Al Maktum · (Kangoo D'Aurabelle) · Rashid Dalmuk Al Maktum · (Rukban Dikruhu Mmn) · Emiratos Árabes Unidos · 23:53:36                | Sarah Chakil (Sakalia) Virginie Atger (Azim du Florival) Cécile Miletto-Mosti (Easy Fontnoire) Francia 24:49:46                                                | Gabriela Förster · (Priceless Gold) · Sabrina Arnold · (Beau ox) · Belinda Hitzler · (Shagar) · Alemania · 25:34:16                                                                  |

## Medallero
| Núm. | País                   | Oro | Plata | Bronce | Total |
| ---- | ---------------------- | --- | ----- | ------ | ----- |
| 1    | Países Bajos           | 4   | 1     | 0      | 5     |
| 2    | Estados Unidos         | 3   | 2     | 3      | 8     |
| 3    | Reino Unido            | 2   | 4     | 0      | 6     |
| 4    | Alemania               | 2   | 3     | 4      | 9     |
| 5    | Bélgica                | 1   | 1     | 1      | 3     |
| 5    | Emiratos Árabes Unidos | 1   | 1     | 1      | 3     |
| 7    | Australia              | 1   | 0     | 0      | 1     |
| 7    | España                 | 1   | 0     | 0      | 1     |
| 7    | Suiza                  | 1   | 0     | 0      | 1     |
| 10   | Francia                | 0   | 2     | 1      | 3     |
| 11   | Canadá                 | 0   | 1     | 2      | 3     |
| 12   | Arabia Saudita         | 0   | 1     | 0      | 1     |
| 13   | Nueva Zelanda          | 0   | 0     | 2      | 2     |
| 14   | Austria                | 0   | 0     | 1      | 1     |
| 14   | Italia                 | 0   | 0     | 1      | 1     |
|      | TOTAL                  | 16  | 16    | 16     | 48    |